# Tsvetayeva (krater)
Tsvetayeva är en nedslagskrater på planeten Venus. Tsvetayeva har fått sitt namn efter den ryska författaren Marina Tsvetajeva.
Kratern har en diameter på ungefär 42 km.